# C.A.
C.A. est une série télévisée québécoise en 52 épisodes de 22 minutes créée par Louis Morissette et diffusée entre le 18 septembre 2006 et le 29 mars 2010 sur Radio-Canada.
Cette série est inédite dans les autres pays francophones.

## Synopsis
Maude, Sarah, Jean-Michel et Yannick sont quatre amis qui se connaissent depuis leurs études au HEC et occupent des postes en administration à la hauteur de leur formation. Ils s'organisent régulièrement autour d'un verre des « conseils d'administration » pendant lesquels ils partagent leurs vies, sentimentales et sexuelles, leurs peines et joies. Tous sont généralement célibataires, sauf Sarah, le mouton noir du groupe
Maude est la plus délurée du groupe, mais sa dépendance affective lui amène surtout des amoureux infidèles, tricheurs et menteurs. De son côté, Jean-Michel est le tombeur du groupe : beau, intelligent, manipulateur et indépendant, il refuse l'idée d'être en couple avec la même fille plus d'une nuit. Sarah est la fille "coincée" : intelligente, cultivée, sérieuse et propre sur elle, elle est rarement d'accord avec le style de vie de Jean-Michel et Maude. Elle est en couple avec Martin, ouvrier de chantier, et les deux vivent une vie calme, plate et sans surprise dans leur grande maison. Enfin Yannick est le costaud grassouillet au cœur d'or. Il suit son colocataire et meilleur ami Jean-Michel partout en soirée, sans jamais trouver une blonde. Tous différents dans leur façon de vivre la vie, ils vont découvrir ensemble que tout peut évoluer dans leurs vies de trentenaires insouciants.
Dans le langage commun aux acolytes, l'acte sexuel est renommé « tricot », où un « Jean-Guy » est censé pénétrer un « chantier ».

## Distribution
- Louis Morissette : Jean-Michel Rousseau
- Antoine Bertrand : Yannick Duquette
- Isabelle Blais : Sarah Lamontagne
- Sophie Bourgeois : Maude Léveillée
- Alexandre Goyette : Martin Poirier

## Épisodes

### Première saison (2006)
La première saison de C.A. a été diffusée entre le 18 septembre et le 11 décembre 2006.
1. Promotion 1996
2. La fierté
3. Le slinky
4. Le deep digger
5. Le coming in
6. Les superwomen
7. Chuuuttt!
8. Les apparences
9. L'enfer en bleu
10. Prendre son pied
11. Solo de flûte
12. La collation
13. Changer... de vie

### Deuxième saison (2007)
1. Retour sur terre
2. Good vibration
3. Le top 3
4. Vidéos maison
5. Le trip à trois
6. Réseau rencontre
7. Sauter la clôture
8. La confession
9. L'agace
10. Mini-Maude
11. Tester le marché
12. Le plongeon
13. Nouveau départ

### Troisième saison 3 (2008)
La troisième saison de C.A. a été diffusée entre le 25 septembre et le 11 décembre 2008.
1. Cruise amicale
2. Curiosité maladive
3. La fraude
4. Travailler son couple
5. La femme-objet
6. 100 mètres bébés
7. Lac-à-l'Épaule
8. Dans les petits pots
9. La vache à lait
10. FrenchBook
11. SMS que tu me trompes
12. Médecin sans frontières
13. L'assemblée est levée

### Quatrième saison (2010)
La quatrième saison de C.A. a été diffusée entre le 4 janvier et le 29 mars 2010. Il s'agit de la dernière saison de la série.
| №  | Titre                    | Première diffusion | Cotes d'écoute  | Cotes d'écoute |
| -- | ------------------------ | ------------------ | --------------- | -------------- |
| 1  | Profession moman         | 4 janvier 2010     | en stagnation   | 680 000        |
| 2  | La mollesse du bon gars  | 11 janvier 2010    | en augmentation | 789 000        |
| 3  | Perte de contrôle        | 18 janvier 2010    | en diminution   | 743 000        |
| 4  | Carmen qui mène          | 25 janvier 2010    | en diminution   | 696 000        |
| 5  | Un « extra » dispendieux | 1er février 2010   | en diminution   | 582 000        |
| 6  | Le retour de Raphaël     | 8 février 2010     |                 |                |
| 7  | L'escorte                | 15 février 2010    |                 |                |
| 8  | Chercher des bébittes    | 22 février 2010    |                 |                |
| 9  | La paranoïa              | 1er mars 2010      |                 |                |
| 10 | Les vieux démons         | 8 mars 2010        |                 |                |
| 11 | Planètes mal alignées    | 15 mars 2010       |                 |                |
| 12 | Donner une chance        | 22 mars 2010       |                 |                |
| 13 | Épilogue                 | 29 mars 2010       |                 |                |